# Mgła (film 1976)
Mgła – polski dramat wojenny z 1976 roku w reżyserii Sylwestra Szyszki.
Scenariusz filmu został oparty na powieści Jerzego Grzymkowskiego pt. "Erkaemiści". Produkcja była nominowana do nagrody Złote Lwy w konkursie głównym 3. Festiwalu Polskich Filmów Fabularnych w Gdańsku w 1976 roku.

## Fabuła[1]
Marian, warszawski cwaniak z Targówka, odbywa służbę wojskową w Korpusie Bezpieczeństwa Wewnętrznego. Jego oddział zostaje skierowany do wsi, nękanej przez bandę Narodowych Sił Zbrojnych. Tam chłopak nawiązuje romans z Anką, miejscową nauczycielką. Wkrótce okazuje się, że jej brat Stefan jest członkiem oddziału NSZ. Marian zachowuję te wiedzę dla siebie.
Dochodzi do potyczki, w której ginie Stefan, a Marian zostaje ranny i trafia do szpitala. Wkrótce rusza śledztwo w tej sprawie. Chłopak nie zdradza, że wiedział kim był Stefan oraz że ten cały czas kontaktował się z siostrą. Kiedy po wyjściu ze szpitala żołnierz wraca do domu nauczycielki, zastaje tam jedynie jej rodziców oraz ich syna. Nie mogąc uzyskać informacji o Ance, zabiera chłopca ze sobą i wraca do Warszawy.

## Obsada
- Marian Łaszewski - Marian
- Edward Bryła - Czesiek
- Joanna Szczepkowska - Anka
- Jan Tesarz - Stefan, brat Anki
- Marek Frąckowiak - Krasny
- Marek Bargiełowski - Urbański
- Wanda Łuczycka - Sołtysiakowa
- Anna Grzeszczak - Teresa
- Tadeusz Teodorczyk - sołtys
- Bogdan Wiśniewski - Gawęda
- Sławomir Zemło - Radwan
- Wirgiliusz Gryń - sekretarz partii
- Janusz Gajos - oficer informacji
- Aleksander Sokołowski - Znicz, oficer NSZ
- Adam Baumann - Kabat
- Włodzimierz Twardowski - Janek
- Krzysztof Janczar - Keller
- Włodzimierz Matuszak - Kopeć
- Andrzej Grąziewicz - Sowa
- Bogdan Lęcznar - Matulka
- Waldemar Śmigasiewicz - Hipolit Cegielski
- Halina Buyno-Łoza
- Józef Grzeszczak - Krak
- Jerzy Rogowski - Sten[1]